# Abrothrix longipilis
Espèce
Statut de conservation UICN

 LC  : Préoccupation mineure
Abrothrix longipilis est une espèce de rongeurs du genre Abrothrix et de la famille des Cricétidés.

## Écologie et répartition
Ce rongeur omnivore vit dans des habitats très divers : il se trouve dans les forêts denses, les steppes de broussailles ou les marais. Il est un habitant typique des forêts andines et de l'ouest de la Patagonie. En tant que petit rongeur, Abrothrix longipilis est la proie de prédateurs plus gros comme le Guigna (Leopardus guigna).
L'aire de répartition d'Abrothrix longipilis couvre le centre et le sud du Chili et de l'Argentine. La limite orientale de son aire de répartition se situe dans le Río Negro et le Chubut. Bien qu'en diminution, les effectifs de ce rongeur en font un animal très courant.
Au printemps 1997, un grand nombre de souris mortes est découvert dans les forêts près du lac Nahuel Huapi dans le sud-ouest de l'Argentine. Il s'agit principalement du Rat pygmée de rizière à longue queue (Oligoryzomys longicaudatus) avec une proportion plus faible d’Abrothrix longipilis. Les individus échoués sur les plages étaient jeunes, nés à l'automne précédent, et l'estomac plein. Une telle mortalité est le résultat d'une épidémie apériodique dans les Andes. Les spécimens vivants capturés dans des pièges ne semblait pas pouvoir se reproduire. La population ne retrouva ses niveaux normaux qu'après un an.